# Olympische Sommerspiele 2016/Teilnehmer (Guinea-Bissau)
| Gelbes Symbol für Goldmedaillen mit stilisierten Olympischen Ringen | Graues Symbol für Silbermedaillen mit stilisierten Olympischen Ringen | Braundes Symbol für Bronzemedaillen mit stilisierten Olympischen Ringen |
| ------------------------------------------------------------------- | --------------------------------------------------------------------- | ----------------------------------------------------------------------- |
| —                                                                   | —                                                                     | —                                                                       |

Guinea-Bissau nahm in Rio de Janeiro an den Olympischen Spielen 2016 teil. Es war die insgesamt sechste Teilnahme an Olympischen Sommerspielen. 

## Teilnehmer nach Sportarten

### Judo
| Athleten     | Wettbewerb | 1. Runde | 1. Runde | 2. Runde      | 2. Runde         | Viertelfinale | Viertelfinale | Halbfinale / Trostrunde | Halbfinale / Trostrunde | Finale / Platz 3 | Finale / Platz 3 | Rang |
| Athleten     | Wettbewerb | Gegner   | Ergebnis | Gegner        | Ergebnis         | Gegner        | Ergebnis      | Gegner                  | Ergebnis                | Gegner           | Ergebnis         | Rang |
| ------------ | ---------- | -------- | -------- | ------------- | ---------------- | ------------- | ------------- | ----------------------- | ----------------------- | ---------------- | ---------------- | ---- |
| Frauen       |            |          |          |               |                  |               |               |                         |                         |                  |                  |      |
| Taciana Lima | bis 48 kg  | Freilos  | Freilos  | O. Galbadrakh | 010s2:010s1 (GS) | ausgeschieden | ausgeschieden | ausgeschieden           | ausgeschieden           | ausgeschieden    | ausgeschieden    | 9    |

### Leichtathletik
Laufen und Gehen
| Athleten        | Wettbewerb | Vorlauf | Vorlauf | Halbfinale    | Halbfinale    | Finale        | Finale        | Rang |
| Athleten        | Wettbewerb | Zeit    | Rang    | Zeit          | Rang          | Zeit          | Rang          | Rang |
| --------------- | ---------- | ------- | ------- | ------------- | ------------- | ------------- | ------------- | ---- |
| Männer          |            |         |         |               |               |               |               |      |
| Holder da Silva | 100 m      | 10,97 s | 72      | ausgeschieden | ausgeschieden | ausgeschieden | ausgeschieden | 72   |

 Springen und Werfen 
| Athleten        | Wettbewerb  | Qualifikation | Qualifikation | Finale        | Finale        | Rang |
| Athleten        | Wettbewerb  | Weite/Höhe    | Rang          | Weite/Höhe    | Rang          | Rang |
| --------------- | ----------- | ------------- | ------------- | ------------- | ------------- | ---- |
| Frauen          |             |               |               |               |               |      |
| Jéssica Inchude | Kugelstoßen | 15,15 m       | 36            | ausgeschieden | ausgeschieden | 36   |

### Ringen
| Athleten          | Wettbewerb       | 1. Runde          | 1. Runde | Achtelfinale     | Achtelfinale  | Viertelfinale | Viertelfinale | Halbfinale    | Halbfinale    | Hoffnungsrunde Viertelfinale | Hoffnungsrunde Viertelfinale | Hoffnungsrunde Halbfinale | Hoffnungsrunde Halbfinale | Hoffnungsrunde Finale | Hoffnungsrunde Finale | Finale        | Finale        | Rang |
| Athleten          | Wettbewerb       | Gegner            | Ergebnis | Gegner           | Ergebnis      | Gegner        | Ergebnis      | Gegner        | Ergebnis      | Gegner                       | Ergebnis                     | Gegner                    | Ergebnis                  | Gegner                | Ergebnis              | Gegner        | Ergebnis      | Rang |
| ----------------- | ---------------- | ----------------- | -------- | ---------------- | ------------- | ------------- | ------------- | ------------- | ------------- | ---------------------------- | ---------------------------- | ------------------------- | ------------------------- | --------------------- | --------------------- | ------------- | ------------- | ---- |
| Freistil Männer   |                  |                   |          |                  |               |               |               |               |               |                              |                              |                           |                           |                       |                       |               |               |      |
| Augusto Midana    | Klasse bis 74 kg | Freilos           | Freilos  | Jordan Burroughs | 1:3           | ausgeschieden | ausgeschieden | ausgeschieden | ausgeschieden | ausgeschieden                | ausgeschieden                | ausgeschieden             | ausgeschieden             | ausgeschieden         | ausgeschieden         | ausgeschieden | ausgeschieden | 14   |
| Bedopassa Buassat | Klasse bis 97 kg | Magomed Ibragimow | 0:5      | ausgeschieden    | ausgeschieden | ausgeschieden | ausgeschieden | ausgeschieden | ausgeschieden | ausgeschieden                | ausgeschieden                | ausgeschieden             | ausgeschieden             | ausgeschieden         | ausgeschieden         | ausgeschieden | ausgeschieden | 15   |